# تشفته درة عليا (مقاطعة دلفان)
تشفته‌درة عليا (بالفارسية: چفته‌دره علیا) هي قرية تقع في قسم كاكاوند الشرقي الريفي (مقاطعة دلفان) في إيران. يقدر عدد سكانها بـ 58 نسمة .